# 3 Dywizja Piechoty Legionów
3 Dywizja Piechoty Legionów (3 DP Leg.) – wielka jednostka piechoty Wojska Polskiego II RP.
W czasie kampanii wrześniowej dywizja walczyła w składzie Armii „Prusy”. Częścią skoncentrowanych na Kielecczyźnie sił  uczestniczyła w boju pod Iłżą. Jej 9 pp Leg., wraz z większością artylerii, wszedł w skład 39 DP i walczył pod Cześnikami. Resztki wycofane spod Iłży uzupełniły 1 DP Leg. i walczyły pod Tarnawatką i Krasnobrodem.

## Formowanie
Na podstawie rozkazu Naczelnego Dowództwa Wojska Polskiego Oddz. I L. 7147/I z 12 kwietnia 1919 roku Grupa Operacyjna brygadiera Henryka Minkiewicza została przemianowana na 3 Dywizję Legionów.
9 kwietnia Naczelny Wódz powołał początkowo jako trzypułkową 3 Dywizję Legionów w składzie 7, 8 i 9 pułk piechoty. W lipcu, po uzupełnieniu przez 23 pułk piechoty, 3 Dywizja Legionów występowała w składzie:
- dowództwo 3 Dywizji Legionów
- V Brygada Piechoty Legionów
- VI Brygada Piechoty Legionów
- 3 Brygada Artylerii Legionów

Większość batalionów, które miały wejść w skład dywizji, walczyła na różnych odcinkach frontu galicyjskiego. Ich stan bojowy daleko odbiegał od przewidzianego etatem.
W pierwszej dekadzie maja bataliony ściągały do miejsca koncentracji w rejonie Nowego Miasta. 7 maja 1919 dywizja liczyła tylko 3180 ludzi i 58 ckm, ale w dniu 16 maja, kiedy ruszała ofensywa polska w Galicji, dywizja jeszcze bez 23 pułku piechoty, wzmocniona I/25 pułku piechoty, dwoma pociągami pancernymi, dwoma szwadronami 12 pułku ułanów i 1 szwadronem dragonów (kawaleria dywizyjna) miała na stanie wyżywienia 12739 żołnierzy, a w stanie bojowym 8480 „bagnetów”, 802 „szable”, 108 karabinów maszynowych i 34 działa. Brygadę artylerii skompletowano z baterii 1, 2 i 3 pułku artylerii polowej oraz 1 pułku artylerii ciężkiej.

## Dywizja w walce o granice
- w operacji wyzwalania Łotwy – w składzie grupy operacyjnej pod dowództwem gen. Edwarda Śmigłego-Rydza w 3 Armii Polskiej
  - bitwa pod Dyneburgiem
- w ofensywie kijowskiej
  - zajęcie Żytomierza (25 kwietnia 1920 r.)
  - Zajęcie Kijowa (7 – 8 maja)
  - ciężkie walki odwrotowe z 1. Armią Konną pod dowództwem Siemiona Budionnego
  - brawurowe oderwanie się od przeciwnika i przejście na pozycje wyjściowe w rejon Wieprza
- w Bitwie Warszawskiej w składzie nowo utworzonej 2 Armii Polskiej (od 18 sierpnia)
  - osłona lewego skrzydła grupy uderzeniowej pod dowództwem Józefa Piłsudskiego
  - pościg za cofającymi się wojskami bolszewickimi
- w operacji niemeńskiej
  - oskrzydlenie części Armii Czerwonej w rejonie Grodna

Dywizja wraz z resztą 2 Armii Polskiej osłaniała granicę z Litwą na wypadek akcji zbrojnej wojska litewskiego.

## Dywizja w okresie pokoju
Dowództwo dywizja stacjonowało w Zamościu. W jej skład w 1923 wchodziły: 7., 8. i 9. pułki piechoty Legionów.
W 1932 w Zamościu została sformowana kompania telegraficzna 3 DP Leg., która w 1937 została przeformowana w kompanię łączności 3 Dywizji Piechoty Legionów.

## Dywizja w wojnie obronnej 1939

### Organizacja wojenna dywizji w kampanii wrześniowej
- Kwatera Główna 3 DP
- 7 pułk piechoty Legionów
- 8 pułk piechoty Legionów
- 9 pułk piechoty Legionów
- 3 pułk artylerii lekkiej Legionów
- 3 dywizjon artylerii ciężkiej
- 3 batalion saperów – kpt. Władysław Tyszkiewicz
- 3 bateria motorowa artylerii przeciwlotniczej – kpt. Stanisław Małecki
- kompania telefoniczna 3 DP Leg.
- pluton łączności Kwatery Głównej 3 DP Leg.
- pluton radio 3 DP Leg.
- drużyna parkowa łączności 3 DP Leg.
- szwadron kawalerii dywizyjnej nr 3 – mjr Jan Stanisław Podziemski
- samodzielna kompania karabinów maszynowych i broni towarzyszącej nr 21 (7 pp Leg.)
- kompania kolarzy nr 21 (8 pp Leg.) – por. Stanisław Bonarowski
- kompania asystencyjna nr 121 (9 pp Leg.)
- pluton pieszy żandarmerii nr 3 (pluton żandarmerii Zamość)
- park intendentury nr 201
- kolumna taborowa parokonna nr 201 (7 pp Leg.)
- kolumna taborowa parokonna nr 202 (8 pp Leg.)
- kolumna taborowa parokonna nr 203 (9 pp Leg.)
- pluton taborowy nr 3
- sąd polowy nr 3

### Działania zbrojne we wrześniu 1939 roku
Zgodnie z polskim planem mobilizacyjnym 3 DP Leg. pod dowództwem płk. Mariana Turkowskiego miała stanowić część głównych sił południowego zgrupowania Armii „Prusy”. Pierwszy rzut 3 Dywizji Piechoty wyładował się 3 września w rejonie Radom – Jedlnia. Składał się on z I batalionu 7 pp Leg., I batalionu 8 pp Leg., oraz I batalionu 9 pp Leg. Dowództwa dywizji i pułków nie zdołały przybyć na czas, dlatego podporządkowano jednostkę dowódcy 12 DP gen. Paszkiewiczowi.
Dywizja została skierowana do obrony rejonu Krasna – Luta – Samsonów i zajęła pozycje obronne nad rzeką Krasną. I batalion 7 pp Leg. obsadził 6 września w godzinach rannych odcinek wzdłuż rzeki na południe od miejscowości Krasna. 1 kompania wzmocniona plutonem moździerzy zamknęła drogę na Serbinów pozostawiając odwód w Krasnej. 2 kompania zajęła stanowiska obronne na lewym skrzydle ugrupowania. 3 kompania rozlokowała się za rzeką stanowiąc ubezpieczenie przeprawy na drodze do Huciska. Wszystkim kompaniom przydzielono pluton ckm. 5 września w pośpiechu skierowano z miejscowości Jedlnia 2 baterię 3 pułku artylerii lekkiej, aby wesprzeć oddziały 7 pp Leg. Bateria zajęła stanowiska pod miejscowością Mokra, a jedno działo skierowano do Krasnej, miało ono służyć do zwalczania czołgów wroga, ponieważ nie przybył na czas pluton działek przeciwpancernych.
I batalion 8 pp Leg. rozlokowano w pobliżu gajówki Samsonów na skraju lasu. 1 kompania zajęła pozycje na lewym skrzydle, 3 kompania na skrzydle prawym. 2 kompania znalazła się na stanowisku w pobliżu szosy do Odrowąża. Batalion jako jedyny w dywizji posiadał pluton działek przeciwpancernych.
I batalion 9 pp Leg. zajął pozycję na skraju lasu nieopodal wsi Luta wzdłuż rzeki Krasnej, czołem na Serbinów. Kompanie zajęły stanowiska: 2. na lewym skrzydle, 3. na prawym, 1. jako odwodowa. Batalion nie posiadał wsparcia artyleryjskiego ani też działek przeciwpancernych. Do obrony przed czołgami posiadał tylko karabiny przeciwpancerne.
Do dywizji nie dołączyły przed bitwą:
- dowództwo
- II batalion 7 pułku piechoty Legionów
- III batalion 7 pułku piechoty Legionów
- II batalion 8 pułku piechoty Legionów
- III batalion 8 pułku piechoty Legionów
- II batalion 9 pułku piechoty Legionów
- III batalion 9 pułku piechoty Legionów
- 3 pułk artylerii lekkiej (oprócz dowództwa I dywizjonu i 2 baterii)[8]
- 3 dywizjon artylerii ciężkiej
- pododdziały pułkowe łącznie z kompaniami przeciwpancernymi pp (oprócz plutonu ppanc w I baonie 9 pp)

Wczesnym rankiem 6 września ruszyło natarcie 3 DLek. na pozycje polskie. Jedna kolumna zmotoryzowana przemieszczała się drogą z Mniowa na Samsonów, druga z Mniowa na Serbinów – Krasną. Na odcinek broniony przez I batalion 8 pułku piechoty uderzył najpierw patrol złożony z pojazdów pancernych i motocyklistów, który odparty został ogniem działek przeciwpancernych. Około południa Niemcy ponowili atak poprzedzając go ogniem artylerii. Polacy odparli atak zadając Niemcom straty w postaci kilku zniszczonych pojazdów pancernych. Na skutek ognia artyleryjskiego i moździerzy wroga powstały straty w szeregach polskich. Mimo to kolejne ataki z powodzeniem odpierane były przez żołnierzy batalionu. Około godziny 14. zarządzono jednak odwrót w kierunku na Bliżyn, ponieważ, jak się okazało I batalion 9 pułku piechoty zszedł ze swych stanowisk pod Lutą, naciskany przez Niemców i zagroziło to oskrzydleniem oddziałów 8 pułku piechoty.
Na odcinku bronionym przez I batalion 7 pp Leg. od rana 6 września trwały walki z nadciągającymi od strony Serbinowa czołgami niemieckimi i piechotą, które skutecznie zwalczane były przez oddziały polskie wsparte artylerią. Po kilku nieudanych atakach ostrzał artylerii niemieckiej przybrał na sile, a następnie ruszyła piechota na pozycje 7 i 9 pp Leg. Na skutek tego ataku oddziały polskie zostały wyparte z Krasnej, którą następnie odbiła stojąca w odwodzie III kompania 7 pułku piechoty. Po południu rozpoczął się odwrót jednostek dywizji leśnymi drogami przez Hucisko i Odrowąż w kierunku na Radom. Niemcy nie przeszli do pościgu za wycofującymi się oddziałami polskimi, ograniczając się jedynie do ostrzału dróg odwrotu.
W wyniku boju trwającego do godziny 14. Niemcy stracili 103 zabitych, ok. 10 samochodów pancernych i kilka czołgów, straty po stronie polskiej wyniosły 33 zabitych.
Zadaniem, jakie postawił przed częścią swojego zgrupowania generał Skwarczyński, czyli 3 i 12 DP było wycofanie się tych jednostek za Wisłę. Na skutek wiadomości, jakie napłynęły o nadchodzących jednostkach niemieckich postanowiono nie czekać na 36 DP, która znajdowała się jeszcze daleko na zachód od reszty zgrupowania. Przejście za Wisłę miało przeprowadzone być w kilku etapach. Ostatni z nich, czyli przeprawienie się przez most w Solcu, miało odbyć się po 10 września.
W nocy 6 na 7 września przestały napływać posiłki zza Wisły dla jednostek południowego zgrupowania Armii „Prusy”. Jednak do tego czasu zdołało dotrzeć kilka batalionów 3 DP Leg. Pomimo to do 3 DP Leg. nigdy nie dotarły:
- III batalion 8 pp Leg.
- II batalion 9 pp Leg.
- III batalion 9 pp Leg.
- II dywizjon 3 pal Leg.
- III dywizjon 3 pal Leg.
- 3 dywizjon artylerii ciężkiej

W nocy z 7 na 8 września 3 DP Leg. wraz z częścią oddziałów 12 DP przemaszerowała po osi Skarżysko Książęce – Mirzec – Ostrożanka. Żołnierze 8 pp Leg. zajęli pozycje obronne na zachodnim skraju lasu na południe od Seredzic. Obronę Iłży powierzono oddziałom 7 pp Leg. wspieranymi przez I dywizjon 3 pal.
Pozycje na przedmieściach Iłży w Piłatce oraz Seredzicach zajęły pozostałe oddziały 3 DP dowodzone przez płk. Mariana Turkowskiego.
Żołnierze 12 DP zajęli pozycje w lasach starachowickich.
Kiedy oddziały polskie obsadzały swoje pozycje jednostki niemieckie dążyły do okrążenia ich i zniszczenia po zachodniej stronie Wisły.
Od północy 8 września drogami Końskie – Radom – Kozienice, przemieszczały się kolumny 1 Dywizji Lekkiej, a następnego dnia opanowały one przeprawę w Maciejowicach. 9 września 13 Dywizja Piechoty Zmotoryzowanej znajdowała się w przemarszu w okolicach miejscowości Przytyk koło Radomia. Na południe od polskiego zgrupowania jednostki niemieckie również zaciskały pierścień okrążenia. 4 i 46 DP nie dysponujące dużą szybkością, dopiero zbliżały się do rejonu przyszłej bitwy i ostatecznie nie zdążyły wziąć w niej udziału. 6 września 29 Dywizja Zmotoryzowana wkroczyła do Ostrowca Świętokrzyskiego. Natomiast 2 DLek., po walkach z grupą płk. Glabisza, ruszyła na północ i 8 września zajęła Skarżysko. Następnie większość jej oddziałów ruszyła drogą ze Skarżyska na Szydłowiec, próbując w ten sposób podzielić polskie zgrupowanie na dwie części. Działania 2 DLek. ograniczały się do stosowania podjazdów na pozycje obronne 36 i 3 DP.
Jeden z takich podjazdów w postaci oddziału pancernego 2 DLek. pojawił się około godziny 12.00 8 września w okolicy miejscowości Jasieniec Górny i został on odparty przez polskie oddziały. Następny atak czołgów i piechoty z 2 DLek. miał miejsce w okolicy Trębowca Dużego około godziny 15.00. Udało się go odeprzeć żołnierzom 8 pp Leg. i kawalerii dywizyjnej 3 DP Leg. Oddziały niemieckie próbowały przebić się przez pozycje polskie i dotrzeć do miejscowości Osiny. Udało się to tylko kilku czołgom, które doszły do lasu na południe od Seredzic, gdzie stacjonował sztab 3 DP Leg. w i zaatakowały go. Kompania sztabowa i łączności zdołały odeprzeć atak. W tym samym czasie w rejonie Osin szwadron kawalerii dywizyjnej mjr. Podziemskiego odparł atak piechoty zmotoryzowanej wspartej kilkoma czołgami. W tych starciach Niemcy stracili 7 czołgów.
Jednostką, która wzięła bezpośredni udział w walkach była 3 DLek. 7 września zajęła ona Ostrowiec, a 8 września znalazła się w Lipsku skąd ruszyła na Piłatkę i około południa zaatakowała oddziały 7 pp Leg., broniące Iłży. Pierwszy atak niemiecki miał na celu rozpoznanie sił polskich. Niemcy stracili 3 czołgi, a następnie wycofali się na zachodni skraj Piłatki. Drugie natarcie zostało również odparte pomimo wprowadzenia przez Niemców do walki artylerii. Dowództwo niemieckie działając w przekonaniu, że siły polskie w tym rejonie są słabe nakazało swym oddziałom ponowić atak i po przełamaniu polskiej obrony zająć Skaryszew. Kolejne natarcie na Iłżę rozpoczęło się silnym ostrzałem artyleryjskim około godziny 15., po czym do ataku ruszyła piechota niemiecka. Chwilowo żołnierze II batalionu 7 pp Leg. na skutek silnego ostrzału artyleryjskiego zaczęli opuszczać swe pozycje. Jednak szybka reakcja płk. Muzyki spowodowała opanowanie sytuacji. Rzucił on do ataku I batalion 7 pp Leg. wspierany ogniem artylerii. Ostatecznie niemiecki atak załamał się około godziny 17. Po tym ataku Niemcy okopali się na zachód od Piłatki. Ostatnie czwarte natarcie na Iłżę w tym dniu, również nie przyniosło Niemcom powodzenia i zaprzestali oni ataków, przechodząc do obrony.
Oddziały 3 i 12 DP zgodnie z planem przygotowywały się do przemarszu do lasów między Iłżą a Lipskiem. W celu zdezorientowania wroga, co do zamiarów jednostek polskich 5 kompania II batalionu 8 pp Leg. wykonała pozorowany atak. Po przygotowaniu artyleryjskim około godziny 20.30 ruszyło natarcie na pozycje niemieckie w Trembowcu Dużym w jego wyniku Niemcy w panice opuścili swoje stanowiska.
W związku z opanowaniem przez oddziały 3 DLek. drogi Iłża – Lipsko, dowódca 3 DP Leg wyznaczył grupę uderzeniową, która miała otworzyć drogę reszcie wycofujących się oddziałów 3 i 12 DP. Miała ona składać się z I batalionu 7 pp Leg. i I batalionu 9 pp Leg, a ich atak miały wspierać dwie baterie 3 pal.
Około godziny 20.30 do natarcia wzdłuż szosy Iłża – Piłatka jako pierwsze ruszyły kompanie 9 pp Leg. Polskie oddziały od razu dostały się pod ogień broni maszynowej, prowadzony przez Niemców ze wzgórz znajdujących się na południe od szosy. Niemcy widząc zbliżającą się piechotę, atakującą na bagnety w panice opuścili swe stanowiska, a część z nich poddała się.
Natarcie polskie doszło do stanowiska dowodzenia 9 pułku piechoty zmotoryzowanej. Jej dowódca płk von Ditfurth zginął w walce. Kiedy czołowa kompania dowodzona przez kpt. Malca dotarła w pobliże pierwszych zabudowań Piłatki, dostała się pod silny ogień broni maszynowej, prowadzony z przodu i z boku. Na skutek ostrzału zginęło wielu żołnierzy jak również kpt. Malec. Następnie dowództwo przejął mjr. Korsak i aby wzmocnić atak rzucił do ataku na bagnety następną kompanię. Wkrótce i on został ciężko ranny i musiał powierzyć dowodzenie kpt. Bereszyńskiemu, który w starciu dwukrotnie odnosząc rany zmarł. Następnie dowództwo objął płk Turkowski. Próbował on poderwać do ataku wyczerpanych żołnierzy. Ranny w nogę, musiał przekazać dowodzenie płk. Tatarowi.
Pomimo ciągłych ataków polskie natarcie nie przynosiło rozstrzygnięcia. Około godziny 21.00 natarcie ostatecznie załamało się. Żołnierze 9 pp Leg. przeszli do obrony na zajętych pozycjach.
W wyniku tych starć Niemcy stracili 4 czołgi, kilkanaście samochodów, kilkanaście motocykli oraz wielu zabitych i rannych.
Płk Tatar nakazał jednostkom 3 DP Leg., aby kontynuowały przebijanie się przez pozycje niemieckie w kierunku Solca. Nie mając jednak łączności ze wszystkimi pododdziałami dywizji, zdołał zebrać grupę ok. 400 żołnierzy i ruszył z nimi do lasów w rejonie Małomierzyc. Inna grupa w sile ok. 250 żołnierzy wyruszyła w tym samym kierunku pod dowództwem kpt. Żelewskiego. Dotarła ona na miejsce o świcie 9 września. Natomiast oddział sformowany z rozbitków przez mjr. Grabińskiego ruszył po północy w stronę Jedlanki.
Duża liczba żołnierzy 3 DP Leg. dotarła do lasów małomierzyckich w dniach 8–9 września. Jednak nie doszło już do odtworzenia dywizji. Przestała ona istnieć jako całość. Część żołnierzy 3 DP Leg. udało się włączyć w skład 1 Dywizji Piechoty Legionów w której składzie walczyli potem w bitwach o Zamość i Tomaszów Lubelski.
Od 8 września, na rozkaz dowódcy Armii „Lublin”, formowano z nadwyżek 3 DP i rozbitków oddział ppłk. Stanisława Gumowskiego w lesie na wschód od Krasnegostawu. Ten oddział włączono w skład Frontu Północnego, w skład zgrupowania gen. bryg. Jana Kruszewskiego.
Około 500 rezerwistów z nadwyżek pułków piechoty 3 DP skierowano do organizacji nowych oddziałów w Kowlu. Tu, na wieść o agresji sowieckiej, zdemobilizowano żołnierzy i nakazano przebijanie się na Węgry na własną rękę.

## Odtworzenie dywizji w ramach Armii Krajowej
W 1944 roku w wyniku prowadzenia akcji odtwarzania przedwojennych jednostek wojskowych powstała 3 Dywizja Piechoty Legionów AK pod dowództwem płk. Adama Świtalskiego ps. „Dąbrowa” (okręg Lublin AK).

## Obsada personalna dowództwa dywizji
Dowódcy dywizji
- gen. Zygmunt Zieliński (od 13 IV 1919)[10]
- gen. ppor. Leon Berbecki (7 VIII 1920 – 21 IX 1921)
- gen. bryg. Kazimierz Fabrycy (21 IX 1921 – 20 VIII 1926)
- gen. bryg. Stanisław Kwaśniewski (7 IX 1926 – XI 1928)
- płk Stanisław Skwarczyński (28 I 1929 – 25 X 1930)
- gen. bryg. Władysław Bortnowski (1 XI 1931 – 12 X 1935)
- gen. bryg. Brunon Olbrycht (X 1935 – 5 V 1938)
- płk piech. Marian Turkowski (5 V 1938 – 8 IX 1939)

Dowódcy piechoty dywizyjnej
- płk piech. Władysław Bończa-Uzdowski
- płk piech. Stanisław Skwarczyński (do 28 I 1929)
- płk dypl. piech. inż. Zygmunt Dzwonkowski (28 I 1929 – X 1931)
- płk piech. Bolesław Fijałkowski (X 1931 – X 1935)
- płk piech. Marian Chilewski (X 1935 – 1938)
- płk dypl. piech. Jan Korkozowicz (1938 – IX 1939)

Szefowie sztabu

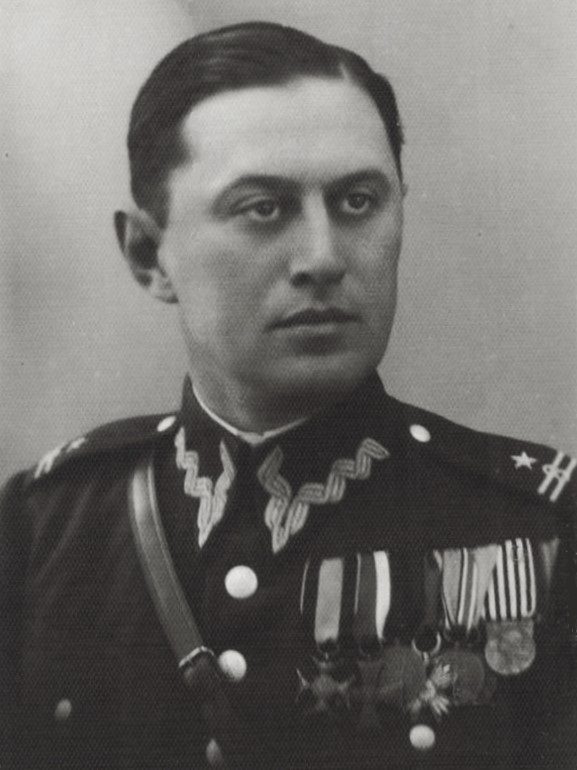
Ludwik Marian Sobolewski (przed 1934)

- mjr SG Jan Sadowski (VIII – XI 1920)
- mjr SG Tadeusz Lubicz-Niezabitowski (1922 – 1 VIII 1924)
- ppłk SG Tadeusz Frank-Wiszniewski (1 VIII 1924 – † 13 V 1926)
- ppłk SG (art.) Karol Hauke-Bosak (24 X 1926 – 11 VI 1927 → oficer sztabu Inspektora Armii gen. dyw. Aleksandra Osińskiego[11])
- kpt. SG (art.) Józef Kaiser (p.o. 20 VII – 11 X 1926)
- mjr SG (art.) Zdzisław Adamczyk (11 VI 1927[11] – 5 XI 1928 → WSWoj[12].)
- mjr dypl. piech. Roman Umiastowski (5 XI 1928[13] – 20 IX 1930 → dowódca baonu w 84 pp[14])
- mjr dypl. piech. Kazimierz Henryk Więckowski (20 IX 1930[14] – XI 1932 → Sztab Główny[15])
- mjr dypl. piech. Czesław Kopański (1 XI 1932[16] – XI 1935 → dowódca 1 mors. bs)
- ppłk dypl. piech. Ludwik Marian Sobolewski[17] (do IX 1939)

### Obsada personalna w marcu 1939 roku
Ostatnia „pokojowa” obsada personalna dowództwa dywizji:
| Stanowisko                    | Stopień, imię i nazwisko                   |
| ----------------------------- | ------------------------------------------ |
| dowódca dywizji               | płk piech. Marian Turkowski                |
| I dowódca piechoty dywizyjnej | płk dypl. piech. Jan Korkozowicz           |
| szef sztabu                   | ppłk dypl. piech. Ludwik Marian Sobolewski |
| I oficer sztabu               | kpt. dypl. piech. Radomir Bereszyński      |
| II oficer sztabu              | kpt. Aleksander Marchelsld                 |
| komendant rejonu PW konnego   | mjr kaw. Jan Stanisław Podziemski          |
| dowódca łączności             | kpt. łącz. Feliks Kierszniewski            |
| oficer taborowy               | kpt. tab. Witold Karol Szeliski            |
| oficer intendentury           | mjr int. Władysław Leon Turek              |

### Obsada personalna we wrześniu 1939 roku
Obsada personalna we wrześniu 1939 roku
- dowódca dywizji – płk piech. Marian Turkowski
- dowódca piechoty dywizyjnej – płk dypl. piech. Jan Korkozowicz
- oficer sztabu – mjr piech. Wilhelm Kiczak
- dowódca artylerii dywizyjnej – płk dypl. art. Stanisław Tatar
- oficer sztabu – mjr art. Jan Szczurek-Cergowski
- dowódca kawalerii dywizyjnej – mjr Jan Stanisław Podziemski
- szef służby sprawiedliwości – mjr aud. dr Jan Kazimierz Wilk
- szef służby duszpasterskiej – ks. st. kpl. Józef Świdziński
- szef sztabu – ppłk dypl. piech. Ludwik Marian Sobolewski
- dowódca łączności – kpt. łącz. Feliks Kierszniewski
- kwatermistrz – kpt. dypl. piech. Radomir Bereszyński †8/9 IX 1939
- szef intendentury – mjr int. Władysław Leon Turek
- dowódca taborów – kpt. tab. Witold Karol Szeliski
- szef służby zdrowia – ppłk lek. dr Kazimierz Walenty Rytter
- szef służby weterynaryjnej – ppłk lek. wet. Eugeniusz Górniewicz

### Żołnierze Dywizji (w tym OZ) – ofiary zbrodni katyńskiej
Biogramy zamordowanych znajdują się na stronie internetowej Muzeum Katyńskiego
| Nazwisko i imię | stopień           | zawód             | miejsce pracy przed mobilizacją | zamordowany |
| --------------- | ----------------- | ----------------- | ------------------------------- | ----------- |
| Kiczak Wilhelm  | major             | żołnierz zawodowy |                                 | Katyń       |
| Turek Władysław | major dyplomowany | żołnierz zawodowy |                                 | Charków     |